# Columbus (Dakota del Norte)
Columbus es una ciudad ubicada en el condado de Burke en el estado estadounidense de Dakota del Norte. En el censo de 2010 tenía una población de 133 habitantes y una densidad poblacional de 190,19 personas por km².

## Geografía
Columbus se encuentra ubicada en las coordenadas 48°54′18″N 102°46′53″O / 48.90500, -102.78139. Según la Oficina del Censo de los Estados Unidos, Columbus tiene una superficie total de 0.7 km², de la cual 0.7 km² corresponden a tierra firme y (0%) 0 km² es agua.

## Demografía
Según el censo de 2010, había 133 personas residiendo en Columbus. La densidad de población era de 190,19 hab./km². De los 133 habitantes, Columbus estaba compuesto por el 95.49% blancos, el 1.5% eran afroamericanos, el 0% eran amerindios, el 2.26% eran asiáticos, el 0% eran isleños del Pacífico, el 0% eran de otras razas y el 0.75% pertenecían a dos o más razas. Del total de la población el 0% eran hispanos o latinos de cualquier raza.